# 난접합

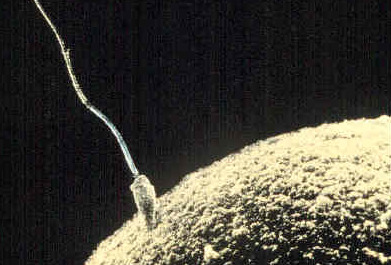
동물에서 나타나는 난접합. 작고 움직일 수 있는 정자가 난자 표면에 붙어 있다.

난접합은 이형접합(anisogamy)의 극단적인 형태로, 생식자가 크기와 형태 둘 다 다른 경우를 의미한다. 난접합의 경우 거대한 암컷 생식자(난자)는 움직일 수 없고, 작은 수컷 생식자(정자)는 움직일 수 있다. 난접합은 이형접합의 흔한 형태로, 거의 모든 동물과 육지 식물이 난접합성이다.

## 나타남
난접합은 유성 생식을 하는 대부분 종에서 나타나며, 최근에 분화한 모든 종은 난접합성이다.
난접합성은 모든 육지 식물에서 나타나고, 일부 적조류, 갈조류, 녹조류에서도 나타난다. 오직 하나의 생식자만 식물을 벗어나 거친 환경을 여행해야 하기 때문에 난접합은 식물에서 선호된다. 진균 종류 중 하나인 난균<강>(oomycota)에서도 난접합이 존재한다.
거의 모든 동물이 난접합성이다. 오필리오네스<목>(Opiliones) 같은 일부 예외는 움직이지 못하는 정자를 가진다.

## 어원
난접합(oogamy)은 1888년 처음 사용되기 시작했다.

## 진화
일반적으로 동형접합(isogamy)은 이형접합이 진화하기 이전의 더 오래된 상태이며, 난접합은 동형접합이 이형접합을 거쳐 진화했다고 받아들여지고 있다. 그러나 이형접합과 난접합 사이에 전환도 존재한다.
난접합이 진화했을 때 수컷과 암컷은 일반적으로 많은 측면에서 달랐다. 데이비드 B. 두센베리(David B. Dusenbery에 따르면 체내 수정은 아마 난접합에서 유래했을 것이다. 그러나 2014년의 콜레마노스파이라(Colemanosphaera) 연구에 따르면, 볼복스(Volvox)의 난접합은 체외 수정에서 체내 수정으로 전환되기 이전에 진화했을 것이라고 한다.
조류(algae)와 육지 식물이 분화되기 이전에 난접합식물(streptophyte)에서 처음으로 난접합이 나타났다.

## 같이 보기
- 생식자
- 이형접합
- 동형접합